# Alfabeto musnad
L'alfabeto musnad, noto anche come alfabeto sud-arabico (o alfabeto arabo meridionale) è un antico alfabeto, utilizzato tra il X secolo a.C. e l'VIII secolo della nostra era, soprattutto nello Yemen e in Eritrea, per scrivere l'antica lingua sudarabica. 
In realtà, anziché di alfabeto, è più corretto dire che si tratta di un abjad, infatti nel musnad vengono scritti solo le consonanti. 
Da questo alfabeto è derivato l'alfabeto ge'ez.

## Caratteristiche

### Denominazione
Benché spesso ci si riferisca a questo alfabeto con la dicitura di musnad, questo termine indica la forma monumentale dell'alfabeto, esiste anche una forma corsiva detta zabûr, utilizzata per iscrizioni su bastoncini di legno
.

### Proprietà
L'alfabeto musnad è un abjad, infatti i suoi grafemi servono a indicare solo i suoni consonantici e non le vocali. 
Generalmente veniva scritto da destra verso sinistra, ma, a volte, poteva essere scritto da sinistra a destra; in questo caso, i caratteri venivano ruotati specularmente rispetto alla verticale.

### Grafemi

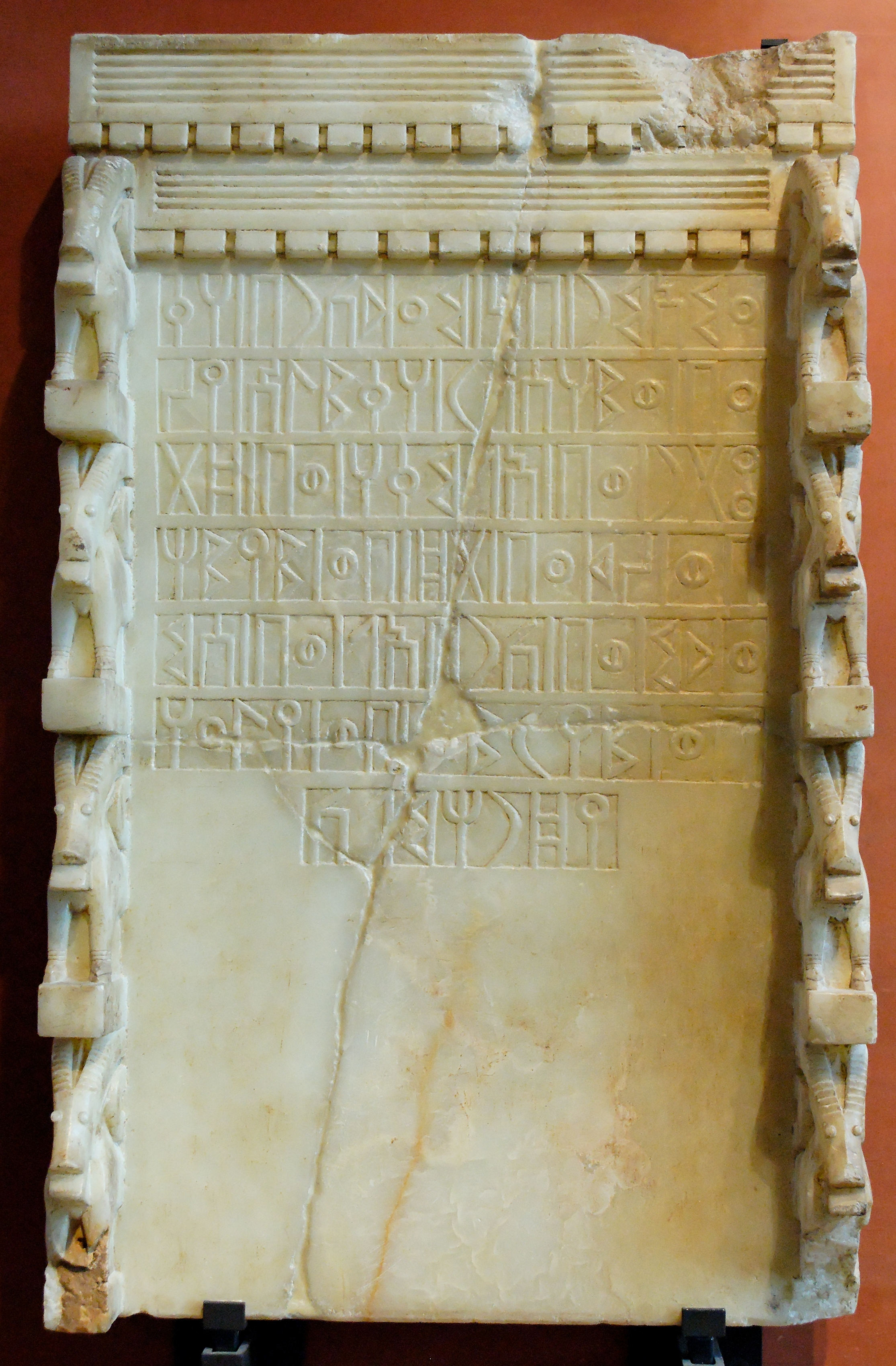
Stele votiva con iscrizioni in Sabeo, indirizzata al dio lunare Almaqah (Yemen, verso 700 a.C.).

L'alfabeto musnad utilizza un insieme di 29 grafemi, le cui forme sono simili alle lettere dell'alfabeto fenicio (le due scritture hanno un'origine simile), ma sono nettamente più geometriche.
La tabella che segue riporta i 29 grafemi del musnad, con i corrispondenti degli alfabeti fenicio, ge'ez, ebraico, arabo e somali.
| Lettera | Unicode | Nome    | Trascrizione | Valore | Forma        | Corrispondenza | Corrispondenza | Corrispondenza | Corrispondenza | Corrispondenza |
| Lettera | Unicode | Nome    | Trascrizione | Valore | Forma        | Fenicio        | ge'ez          | Somali         | ebraico        | arabo          |
| ------- | ------- | ------- | ------------ | ------ | ------------ | -------------- | -------------- | -------------- | -------------- | -------------- |
|         | 𐩠       | He      | h            | h      | Y            |                | ሀ              | X              | ח‎              | ﺡ‎              |
|         | 𐩡       | Lamedh  | l            | l      | Verticale    |                | ለ              | L              | ל‎              | ﻝ‎              |
|         | 𐩢       | Heth    | ḥ            | ħ      | Y            |                | ሐ              | X              | ח‎              | ﺡ‎              |
|         | 𐩣       | Mem     | m            | m      | Diagonale    |                | መ              | M              | מ‎              | ﻡ‎              |
|         | 𐩤       | Qoph    | q            | q      | Circolare    |                | ቀ              | Q              | ק‎              | ﻕ‎              |
|         | 𐩥       | Waw     | w            | w      | Circolare    |                | ወ              | W              | ו‎              | ﻭ‎              |
|         | 𐩦       | Shin    | s, ś, š      | ɬ      | Diagonale    |                | ሠ              | SH             | ש‎              | ﺵ‎              |
|         | 𐩧       | Resh    | r            | r      | Circolare    |                | ረ              | R              | ר‎              | ﺭ‎              |
|         | 𐩨       | Beth    | b            | b      | Π            |                | በ              | B              | ב‎              | ﺏ‎              |
|         | 𐩩       | Taw     | t            | t      | Diagonale    |                | ተ              | T              | ת‎              | ﺕ‎              |
|         | 𐩪       | Sat     | s, š, s      | s      | Π            |                | ሰ              | S              | ס‎              | ﺱ‎              |
|         | 𐩫       | Kaph    | k            | k      | Π            |                | ከ              | K              | כ‎              | ﻙ‎              |
|         | 𐩬       | Nun     | n            | n      | Verticale    |                | ነ              | N              | נ‎              | ﻥ‎              |
|         | 𐩭       | Kheth   | ḫ            | x      | Y            |                | ኀ              | KH             |                | ﺥ‎              |
|         | 𐩮       | Sadhe   | ṣ            | sˤ     | Circolare    |                | ጸ              | S              |                | ص‎              |
|         | 𐩯       | Samekh  | s, s, ś      | s̪      | Diagonale    |                |                |                | צ‎              | ﺹ‎              |
|         | 𐩰       | Fe      | f            | f      | Diagonale    |                | ፈ              | F              |                | ف‎              |
|         | 𐩱       | Alef    | ʾ            | ʔ      | Π            |                | አ              | '              | א‎              | ﺍ‎              |
|         | 𐩲       | Ayn     | ʿ            | ʕ      | Circolare    |                | ዐ              | C              | ע‎              | ﻉ‎              |
|         | 𐩳       | Dhadhe  | ḍ            | ɬˤ     | Rettangolare |                | ፀ              | D'             |                | ض‎              |
|         | 𐩴       | Gimel   | g            | ɡ      | Verticale    |                | ገ              | G              | ג‎              | ﺝ‎              |
|         | 𐩵       | Daleth  | d            | d      | Diagonale    |                | ደ              | D              | ד‎              | ﺩ‎              |
|         | 𐩶       | Ghayn   | ġ            | ɣ      | Π            |                |                | G              |                | غ‎              |
|         | 𐩷       | Teth    | ṭ            | tˤ     | Rettangolare |                | ጠ              | D              | ט‎              | ﻁ‎              |
|         | 𐩸       | Zayn    | z            | z      | Diagonale    |                | ዘ              | S              | ז‎              | ﺯ‎              |
|         | 𐩹       | Dhaleth | ḏ            | ð      | Rettangolare |                |                | DH             |                | ذ‎              |
|         | 𐩻       | Thaw    | ṯ            | θ      | Circolare    |                |                | TH             |                | ﺙ‎              |
|         | 𐩺       | Yodh    | y            | j      | Circolare    |                | የ              | Y              | י‎              | ﻱ‎              |
|         | 𐩼       | Theth   | ẓ            | θˤ     | Circolare    |                |                | TH'            |                | ظ‎              |

## Storia
L'alfabeto musnad fu usato principalmente nel Regno di Saba e in quello dei Minei, sulla costa sud della penisola araba, nei pressi dell'attuale Yemen. Serviva per scrivere i vari dialetti della lingua sudarabica come il sabeo, il qatabanico, l'hadramitico, il mineo o per il proto-ge'ez del regno di D'mt (nell'attuale Eritrea, Etiopia e Gibuti).
Si pensa che il musnad si sia separato dall'alfabeto proto-sinaitico probabilmente durante il XIV secolo a.C.. Le più antiche iscrizioni scoperte nello Yemen sono del X secolo a.C. mentre ad Akkele Guzay in Eritrea ne sono state scoperte alcune risalenti al IX secolo a.C.
L'alfabeto raggiunge la sua forma classica verso il sesto secolo a.C.  e il suo uso perdurerà fino al sesto secolo d.C. Verrà quindi sostituito dall'alfabeto arabo. In Etiopia ed Eritrea, si evolverà per dare origine all'alfabeto ge'ez, che ancor'oggi è usato per scrivere l'amarico, il tigrino, il tigrè e altre lingue semitiche dell'Etiopia, Lingue cuscitiche e nilo-sahariane.